# 虹桥经济技术开发区
虹桥经济技术开发区，简称虹桥开发区，是国家级经济技术开发区。位于上海市长宁区，东起中山西路，西至古北路，北临仙霞路，南至虹桥路，规划用地0.652平方公里，名字取自虹桥乡（当地原为虹桥乡马家角）。1979年开始规划，1983年启动建设，是面积最小的国家级经济技术开发区，也是中华人民共和国境内唯一辟有领事馆区的国家级开发区。上海地产闵虹（集团）有限公司下属的上海虹桥经济技术开发区联合发展有限公司受托统一负责虹桥开发区的开发建设和经营管理。

## 历史
1982年，上海市人民政府决定辟建以对外活动为主要特征的虹桥开发区，并决定采用合资企业统一开发、经营的模式实施；为适应国际惯例，虹桥开发区编制了土地出让规划，这是后来中国大陆城市规划体系中的控制性详细规划的开端。1983年，上海市闵行虹桥开发公司成立。1984年，上海市人民政府批准设立虹桥开发区，位于虹桥乡北部，占地0.652平方公里。1985年2月14日，上海虹桥联合发展公司成立并登记注册，由闵行虹桥开发公司和其他香港资本合资成立。
1984年9月，上海县漕河泾、龙华镇、北新泾镇及龙华、梅陇、虹桥、新泾、北桥5乡177个生产队共49.98平方公里划属上海市区。
1986年，正式被中华人民共和国国务院批准，成立国家级虹桥经济技术开发区，即现在长宁区虹桥街道的大部分辖区。
2014年，上海虹桥经济技术开发区联合发展有限公司和闵行开发区的开发实体上海闵行联合发展有限公司进行了资产重组，成立了上级控股公司，即上海地产闵虹（集团）有限公司。